# Evangelische Kirche Hoheneiche

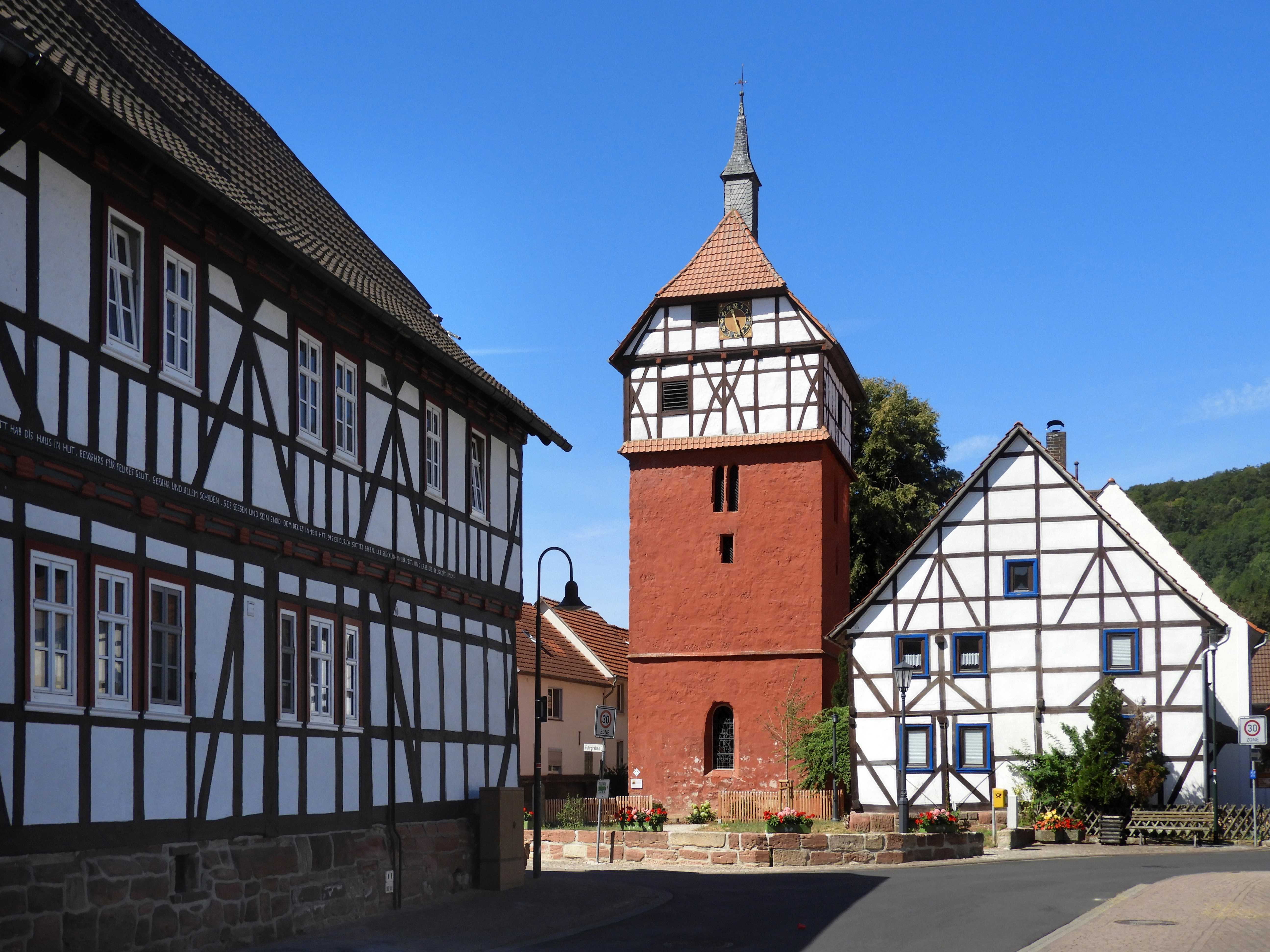
Der Chorturm der St. Martinskirche

Die evangelische Kirche, die St.-Martins-Kirche genannt wird, ist ein ortsbildprägendes Gebäude in Hoheneiche, einem Ortsteil der Gemeinde Wehretal im nordhessischen Werra-Meißner-Kreis. Wegen ihrer künstlerischen, geschichtlichen und städtebaulichen Bedeutung ist die Kirche ein geschütztes Kulturdenkmal. Die Kirchengemeinde Hoheneiche bildet mit den Gemeinden von Mitterode und Wichmannshausen das Kirchspiel Wichmannshausen-Hoheneiche-Mitterode, innerhalb der Evangelischen Kirche von Kurhessen-Waldeck im Sprengel Kassel. Der Sitz des Pfarramts ist in Wichmannshausen.

## Bau

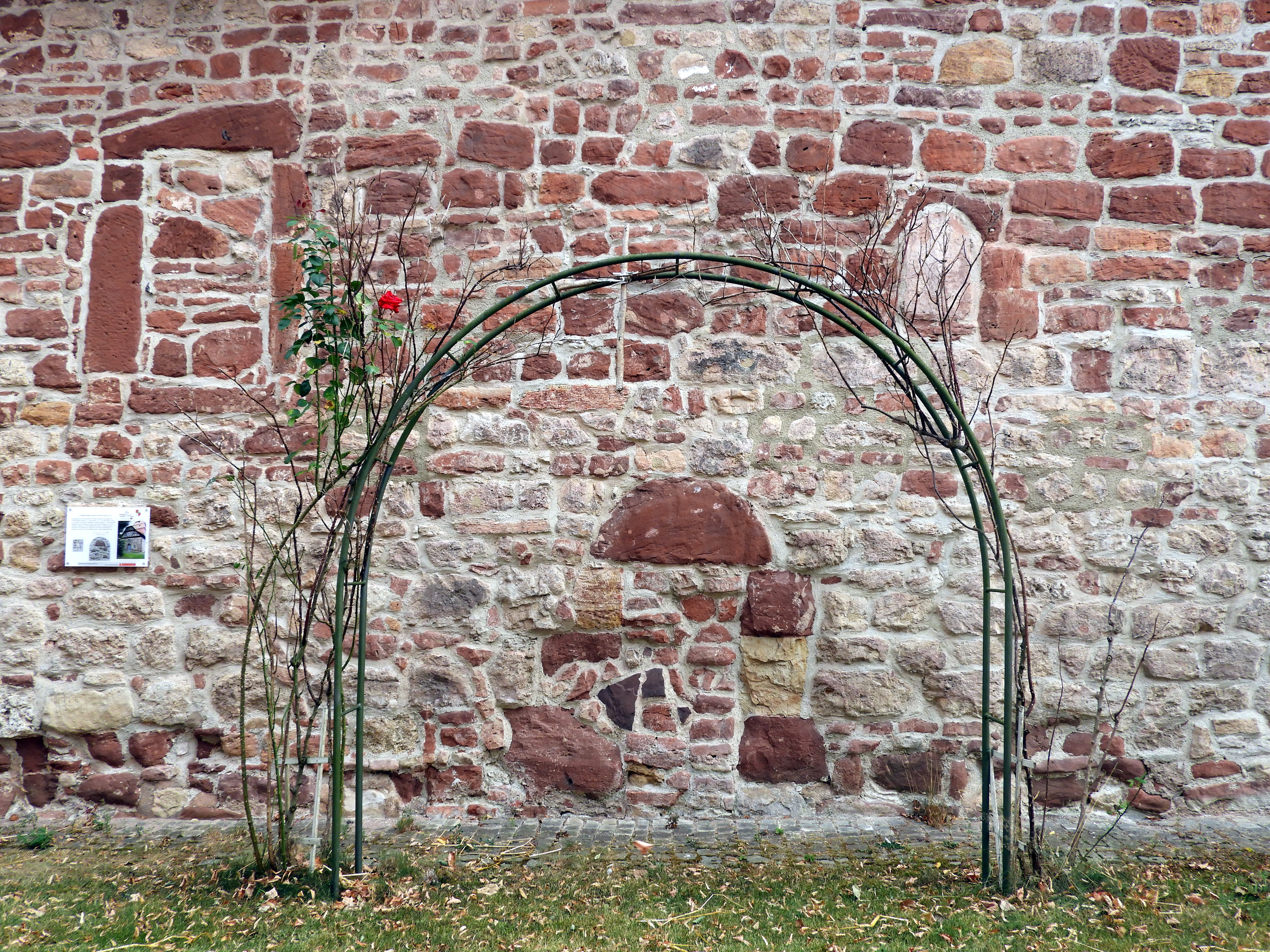
Romanische Architekturfragmente an der Nordwand.

Der hochaufragende Chorturm, mit seinen rund 23 Metern, ist das weit sichtbare Erkennungszeichen des Ortes. Er wurde in der ersten Hälfte des 14. Jahrhunderts errichtet. Der aufgesetzte Fachwerkaufbau mit dem nicht vollständig abgewalmten Dach und dem Dachreiter wird der Mitte des 17. Jahrhunderts zugeordnet. Die Schießscharten betonen den wehrhaften Charakter des Turmes und lassen vermuten, dass das Gebäude einst als Wehrkirche diente, in der die Bevölkerung in Notzeiten Zuflucht finden konnte.
Der ursprüngliche romanische Kern des Kirchenschiffs wird in das 11. oder 12. Jahrhundert datiert. In seiner heutigen Form entstand es in der Zeit des 17. und 18. Jahrhunderts. Der ehemalige Zugang zu der hochmittelalterlichen Kirche an der Nordwand wurde 1981 bei der Renovierung der Außenfassade freigelegt.

## Kircheninneres

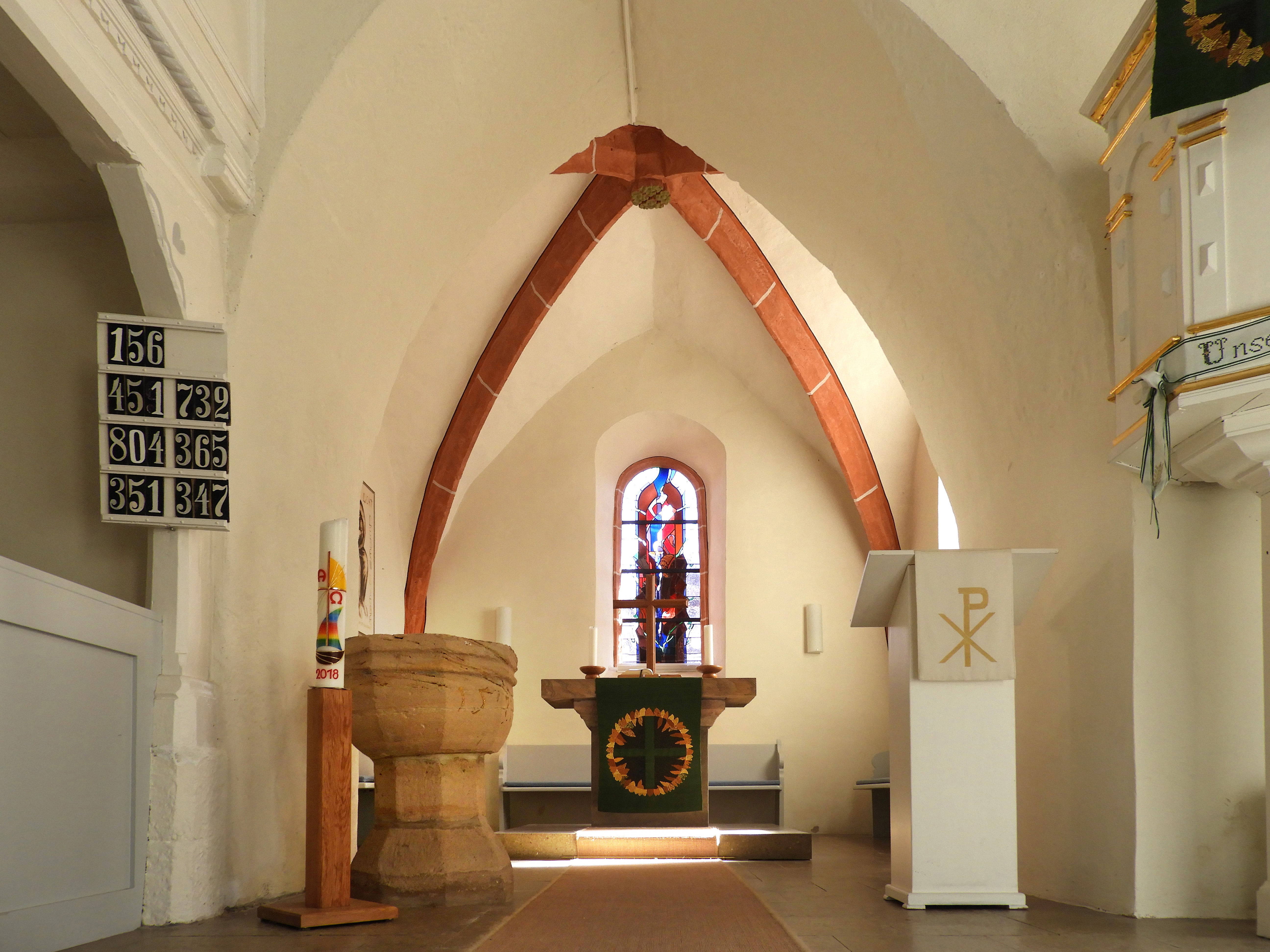
Der Chorraum der St. Martinskirche.

Das Innere zeigt eine illusionistische Deckenmalerei, die den Raum scheinbar in den Himmel öffnen soll. Der Chorraum wird durch ein Kreuzrippengewölbe überfangen, dessen Schlussstein eine vierteilige Rosette zeigt. Im Chorraum waren ursprünglich spätgotische Fenster, deren Maßwerk herausgenommen worden ist. Eine Empore mit kassettierter Brüstung umgibt den Innenraum des Schiffes an der Nord- und Westseite.
Als besondere Ausstattungsstücke haben sich eine Altarplatte aus vorreformatorischer Zeit, der Taufstein von 1571 sowie eine Kanzel aus der Mitte des 17. Jahrhunderts erhalten.
Das von dem Glasmaler Erhardt Jakobus Klonk aus Wetter bei Marburg entworfene und ausgeführte Altarfenster wurde zu Pfingsten 1991 eingebaut. „Gerechtigkeit“ und „Diakonie“ waren die vorgegebenen Themen. Ausgehend von den Worten aus dem fünfundzwanzigsten Kapitel des Matthäusevangeliums: „Was ihr getan habt einem unter diesen meinen geringsten Brüdern, das habt ihr mir getan“, hat der Künstler verschiedene Motive in dem von ihm gestalteten Entwurf eingebunden.

## Orgel

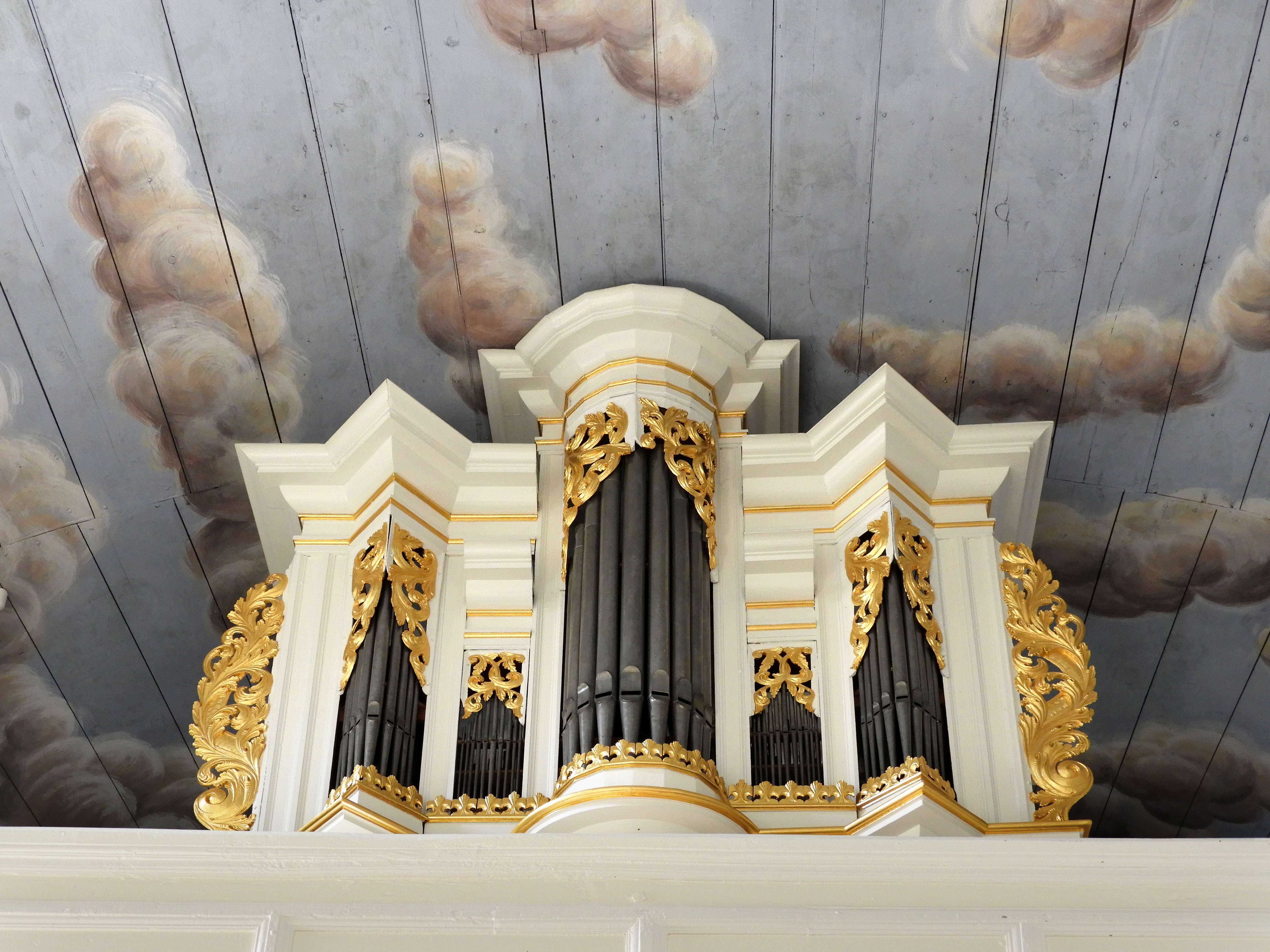
Die Dauphin-Orgel

Johann Eberhardt Dauphin (* um 1670; † 1731 in Hoheneiche) war der Spross einer hugenottischen Familie aus Dörna bei Mühlhausen in Thüringen. Das Orgelbauerhandwerk erlernte er bei dem renommierten Mühlhäuser Meister Johann Friedrich Wender, der eng mit Johann Sebastian Bach zusammenarbeitete. Zwischen 1713 und 1715 übersiedelte Dauphin in die Landgrafschaft Hessen-Kassel und schuf in der nordhessischen Region mehrere Orgelbauten. Im Kirchspiel Wichmannshausen stellte er 1728 in der St.-Nikolaus-Kirche in Mitterode und 1730 in der St. Martinskirche in Wichmannshausen seine Orgeln fertig. 
Als letzte Orgel baute Dauphin die Orgel in der St. Martinskirche zu Hoheneiche. Unmittelbar nach deren Fertigstellung ist er verstorben. Gemeinsam mit seiner Frau Anna Regina wurde er im April 1731 auf dem damaligen Friedhof neben der Kirche begraben. Sechzehn Tage nach dem Doppelbegräbnis verzeichnet das Hoheneicher Kirchenbuch den Tod der neun Jahre älteren Schwester des Orgelbauers. Unbekannt ist heute, welches Ereignis in so kurzer Zeit drei Menschen das Leben gekostet hat.

## Elisabethpfad
Der Elisabethpfad von Eisenach nach Marburg führt durch das Dorf und zu der Kirche. Er ist mit dem Zeichen des Elisabethpfades und auch mit der Muschel des Jakobsweges gekennzeichnet. Der Weg wurde 2007 zum 800. Geburtstag der Heiligen Elisabeth eingeweiht.
Der heiligen Elisabeth hat Hoheneiche seine urkundliche Ersterwähnung zu verdanken. Ein dokumentierter Zeugenbericht von 1233 beschreibt die Wunderheilung des achtjährigen Mädchens Adelheid aus Hoheneiche, die mit ihrer Mutter zum Grab der zwei Jahre zuvor verstorbenen Elisabeth pilgerte. Adelheid, die nach einer Erkrankung bewegungsunfähig geworden war, war nach der Pilgerreise in der Lage, sich in gekrümmter Haltung und mithilfe von Krücken fortzubewegen. Später gesundete sie so weit, dass sie auch ohne Krücken wieder laufen konnte. Die Heilung wurde von ihrem Umfeld als so unfassbar begriffen, dass ihr Vater, der Dorfpfarrer und der Schultheiß im Winter 1235 gemeinsam die beschwerliche und mehrtägige Reise in das über 100 Kilometer entfernte Marburg auf sich nahmen, um sie vor der kirchlichen Kommission zu bezeugen.

## Sonstiges
- Der frühere Pfarrer von Wichmannshausen, Hoheneiche und Mitterode, Kurt Reuber, wurde nach seinem Medizinstudium im Jahr 1939 zur Wehrmacht einberufen und war ab 1942 als Truppenarzt in Stalingrad. Weihnachten 1942 zeichnete Kurt Reuber mit Kohle auf der Rückseite einer russischen Landkarte für seine Kameraden eine Mutter mit Kind, die sogenannte „Stalingradmadonna“. Rechts daneben hat er die Worte „Licht, Leben, Liebe“ notiert. Der Chorraum der St. Martinskirche beherbergt eine Replik in Originalgröße der Madonna, das Original wird in der Gedächtniskirche Berlin ausgestellt. Pfarrer Reuber starb 1944 in sowjetischer Kriegsgefangenschaft.[6]
- Auf der Rückreise von einer Pyrmonter Badekur rastete Johann Wolfgang von Goethe zusammen mit seiner Lebensgefährtin Christiane Vulpius und Sohn August am 21. August 1801 in dem gegenüber der Kirche liegenden Gasthaus Eschstruth und zeichnete dort die „Kirche in Hoheneiche bei Eschwege“. Die Bleistiftzeichnung gehört zu den Beständen des Goethe-Nationalmuseums in Weimar. Eine Kopie der Goethe-Zeichnung ist im Dorfgemeinschaftshaus Hoheneiche zu sehen.[7]
- 2010 erfolgte eine umfangreiche Außen- und Innenrenovierung der Kirche.
- Im Rahmen der Dorferneuerung wurde 2018 der Anger vor dem Kirchhof saniert. Neben der Rekonstruktion der alten Sandsteinmauer wurden die Wege neu mit Sandsteinpflaster hergestellt. Im Randbereich des Platzes soll noch eine Sitzgelegenheit entstehen, auf der Bürger und Pilger verweilen können.[8]

## Denkmalschutz
Wegen ihrer geschichtlichen, künstlerischen und städtebaulichen Bedeutung ist die Martinskirche ein geschütztes Kulturdenkmal. Sie befindet sich innerhalb der Gesamtanlage des Ortes, die sich mit einer dichten, kleinmaßstäblichen Bebauung um die Kirche gruppiert und aus geschichtlichen Gründen unter Denkmalschutz steht. Im Denkmalverzeichnis des Landes Hessen hat die Kirche die Nummer 39092 und die Gesamtanlage Hoheneiche die Nummer 39084.